# Jiří Petrák
Jiří Petrák byl československý kuchař, který zastával pozici šéfkuchaře v pražském hotelu Alcron. Připravoval rovněž pokrmy pro hosty československých restaurací na světových výstavách 1958 v Bruselu a 1967 v Montréalu. Na první z výstav byl jedním z třiceti kuchařů chystajících pokrmy, o devět let později (1967) zastával pozici šéfkuchaře v nejnoblesnější z restaurací v československém pavilonu, v provozu nazvaném „Zámecká restaurace“. Na montrealskou světovou výstavu ale málem neodjel, neboť dle názoru tehdejších československých představitelů nebyl dostatečně politicky angažovaný a proto jej ze seznamu kuchařů vyškrtli. Nepomáhaly různé přímluvy a až na osobní intervenci Miroslava Hříbka, ředitele československé prezentace pohostinství na Světové výstavě, jenž si Petrákovy kulinářské kvality uvědomoval, se ho povedlo dostat zpět mezi kuchaře, kteří do Kanady vycestovali.
V roce 1978 se účastnil tehdy mezi kuchaři významné soutěže Gastroprag, na které za jím připravený výtvor šunky na kosti servírované na dřevě získal ocenění na Tabuli cti za oblast studené kuchyně.
Petrák se stal prvním ředitelem Asociace kuchařů a cukrářů České republiky (AKC ČR), za kterou v dubnu 1990 na ministerstvu vnitra zakládající listinu. Na první volební valné hromadě konané v prosinci toho roku v pražském hotelu Budovatel se Petrák stal čestným předsedou asociace.